# Rafał Muchacki
Rafał Klemens Muchacki (ur. 3 lutego 1955 w Bielsku-Białej) – polski lekarz, chirurg i onkolog, a także polityk, poseł na Sejm V kadencji, senator VII i VIII kadencji.

## Życiorys
W 1984 ukończył studia na Wydziale Lekarskim Śląskiej Akademii Medycznej w Katowicach. Uzyskał specjalizację drugiego stopnia w zakresie chirurgii onkologicznej. W 2000 został absolwentem studiów podyplomowych w Instytucie Zdrowia Publicznego na Uniwersytecie Jagiellońskim. W 2011 uzyskał stopień doktora nauk medycznych.
Od 1973 zatrudniony w placówkach służby zdrowia. W latach 1998–2016 był dyrektorem Beskidzkiego Centrum Onkologii im. Jana Pawła II w Bielsku-Białej. Został prezesem Stowarzyszenia „Evangelium Vitae”, a także członkiem Polskiego Towarzystwa Chirurgii Onkologicznej, Polskiej Unii Onkologii, Polskiego Towarzystwa Lekarskiego i Związku Zawodowego Lekarzy przy Beskidzkim Centrum Onkologii.
W wyborach samorządowych w 1998 bezskutecznie ubiegał się o mandat radnego Bielska-Białej z listy Unii Wolności. Wstąpił do Platformy Obywatelskiej. W 2004 z jej ramienia startował bez powodzenia w wyborach uzupełniających do Senatu w okręgu bielskim (zajął 2. miejsce na 12 kandydatów), a w 2005 został wybrany na posła V kadencji w okręgu bielskim. W wyborach parlamentarnych w 2007 uzyskał mandat senatorski, otrzymując 118 120 głosów. W 2011 z powodzeniem ubiegał się o reelekcję do Senatu, w nowym okręgu jednomandatowym dostał 86 086 głosów. W wyższej izbie parlamentu pełnił funkcję przewodniczącego Komisji Zdrowia. W 2015 nie został ponownie wybrany.